# Євпатор
Тиберій Юлій Євпатор Філоцезар Філоромей Евсеб (*Τιβέριος Ἰούλιος Ευπάτωρ Φιλόκαισαρ Φιλορώμαίος Eυσεbής, д/н — 174) — цар Боспору у 153—174 роках.

## Життєпис
Походив з династії Тиберіїв Юліїв. Син Реметалка I, царя Боспору. Про дату народження немає відомостей. Незадовго до смерті — 153 року — батько зробив Евпатора своїм співволодарем. Остаточно перебрав владу після смерті Реметалка I у 154 році.
Під час володарювання стикнувся із загрозою з боку так званих «пізніх сарматів» — танаїтів та асіїв. Спочатку Танаїс, важливе місто Боспорського царства на півночі Меотійського озера, зазнало руйнувань. Задля відновлення позицій Боспору Євпатор доклав дипломатичних зусиль, завдяки чому сармати-танаїти перейшли на його бік.
Водночас Євпатор намагався отримати значну підтримку з боку Римської імперії, залишаючись вірним імператорам Антоніну Пія та Марку Аврелію. Проте, напевне, до міст Боспору римські загони не прибули. Є згадка в Лукіана стосовно відвідування царем Євпатором римської провінції Віфінія.
На початку 170-х років почав рух на захід від Танаїсу сарматських племен, які неодноразово атакували землі Боспорського царства. Водночас атаковано було кордони Римської імперії. З огляду на це кінець правління Євпатора достеменно невідомий: між 171 та 174 роками. Припускається, що він навіть загинув в одній з битв з сарматами. Водночас між 170/171 і 173/174 роками припиняється боспорське монетне карбування. На думку низки дослідників, це викликано збільшенням розмірів трибута, що сплачував Боспор Риму, в зв'язку з фінансовими труднощами останнього.
Наслідував його син або брат Савромат II.